# Rodez AF
Rodez Aveyron Football – francuski klub piłkarski, grający w Ligue 2 oraz w Pucharze Francji, mający siedzibę w mieście Rodez.

## Historia
Klub został założony w 1929 roku pod nazwą Stade Ruthénois. W 1991 klub ten trafił do półfinału Pucharu Francji i został wyeliminowany przez Marsylię – przegrał 1:4. Wcześniej pokonał m.in. FC Metz i Sochaux. W 1993 zmienił nazwę stając się Rodez Aveyron Football.
W 2006 zespół zajął 2. miejsce w swojej lidze. W 2007 spadł do niższej ligi. W sezonie 2007/2008 zajął 13. miejsce w swojej lidze. W 2008/2009 zakwalifikował się do ćwierćfinału Pucharu pokonują m.in. Paris Saint-Germain w meczu u siebie. W 1/4 przegrał z Stade Rennais 2:0.

## Aktualny skład
| Nr | Poz. | Piłkarz                |
| -- | ---- | ---------------------- |
| 1  | BR   | Arthur Desmas          |
| 4  | OB   | Pierre Bardy (kapitan) |
| 5  | OB   | Yohan Roche            |
| 7  | OB   | Nassim Ouammou         |
| 8  | PO   | Pierre Ruffaut         |
| 9  | NA   | Dorian Caddy           |
| 10 | PO   | Aurélien Tertereau     |
| 11 | NA   | Ugo Bonnet             |
| 13 | OB   | Amiran Sanaia          |
| 14 | PO   | Loïc Poujol            |
| 15 | NA   | Pape Sané              |
| 16 | BR   | Lionel Mpasi-Nzau      |
| 17 | OB   | Nathanaël Dieng        |
| 18 | NA   | Edwin Maanane          |

| Nr | Poz. | Piłkarz            |
| -- | ---- | ------------------ |
| 19 | OB   | Alexis Peyrelade   |
| 20 | PO   | Mathieu Guerbert   |
| 21 | OB   | Joris Chougrani    |
| 22 | PO   | David Douline      |
| 23 | NA   | Boris Mathis       |
| 24 | PO   | Hugo Garcia        |
| 25 | OB   | Corentin Jacob     |
| 26 | NA   | Ayoub Ouhafsa      |
| 27 | PO   | Erwan Maury        |
| 28 | OB   | Valentin Henry     |
| 30 | BR   | Thomas Secchi      |
|    | PO   | Alexis Alégué      |
|    | OB   | Francis Dady Ngoye |
|    | PO   | Rémy Boissier      |

## Występy w lidze
| Liga                 | Poziom | Lata                            | Nazwa           |
| -------------------- | ------ | ------------------------------- | --------------- |
| Division 2           | II     | 1988–1989, 1990–1993            | Stade Ruthénois |
| Ligue 2              | II     | 2019–                           | Rodez AF        |
| CFA                  | III    | 1953–1954, 1956–1960            | Stade Ruthénois |
| Division 3           | III    | 1969–1972, 1984–1988, 1989–1990 | Stade Ruthénois |
| Championnat National | III    | 1995–1997, 2007–2011, 2017–2019 | Rodez AF        |

## Sukcesy
- Mistrz CFA (Grupa C): 2007
- Mistrz Division 4 (grupa G): 1984
- Mistrz * CFA2 (grupa F): 2004
- Mistrz Midi-Pyrenees: 1956, 1969 i 1982
- półfinał Pucharu Francji: 1990-1991 z Olympique Marsylia